# Tommy Lawton
Thomas „Tommy“ Lawton (* 6. Oktober 1919 in Bolton; † 6. November 1996 in Nottingham) war ein englischer Fußballspieler und -trainer. Während seiner vom Zweiten Weltkrieg unterbrochenen Karriere absolvierte er in der englischen Nationalmannschaft zwischen 1938 und 1948 23 Länderspiele.

## Spielerkarriere
Lawton wurde in Bolton geboren, zeigte früh sein fußballerisches Talent und wurde für ein Probetrainingsspiel der englischen Schülerauswahlmannschaft eingeladen. Obwohl ihm dort ein Hattrick gelang, kam er zu keinem Jugendländerspiel. Im Jahr 1935 schloss er sich dem Zweitligisten FC Burnley an und entwickelte sich trotz ausprägter Plattfüße, die ihn zum Tragen von Orthesen zwangen, sehr positiv. Als Stürmer zeigte er dabei eine überdurchschnittliche Antrittsschnelligkeit, war beidfüßig und kopfballstark.
Im Jahr 1937 wurde Lawton zum FC Everton für eine Ablöse von 5000 Pfund in die First Division transferiert, wo er an der Seite des mittlerweile gealterten Spitzenspielers Dixie Dean agieren sollte. Seine neuen Erfahrungen in der höchsten Spielklasse führten dann im Oktober 1938 zu seinem ersten Länderspieleinsatz für England gegen Wales, bei dem ihm beim 4:2-Sieg ein Elfmetertor gelang. Bis zum Ende der Saison 1938/39 hatte Lawton dann insgesamt drei Spiele für England gesammelt und 34 Tore für Everton zu seiner ersten englischen Meisterschaft geschossen, als dann der Ausbruch des Zweiten Weltkrieges den Spielbetrieb unterbrach.
Während des Krieges diente Lawton in der britischen Armee als Ausbilder im physischen Aufbaubereich. Nach dem Krieg schloss er sich dem FC Chelsea an, wobei die Trennung von seiner Frau für diese Entscheidung mitverantwortlich gewesen sein soll, und schoss in der Saison 1946/47 26 Tore, bevor er sich dann mit der Vereinsführung überwarf und um die Freigabe für einen Vereinswechsel bat. Obwohl er sich auf dem Leistungshöhepunkt befand, erstaunte er die Fachwelt mit seinem Wechsel zu dem Drittligisten Notts County, der ihn für die Rekordablösesumme von 20.000 Pfund verpflichtete und mit Trainer Arthur Stollery den ehemaligen Physiotherapeuten des FC Chelsea in seinen Reihen hatte. Bei Notts County entwickelte sich zum Publikumsliebling des Nottinghamer Anhangs, schoss während seiner fünf Spielzeiten für Notts County in 166 Spielen 103 Tore und half dem Verein beim Aufstieg des Jahres 1950 in die Second Division. Trotz seines Aufenthalts in den unteren Klassen des englischen Fußballs kam Lawton auf insgesamt 23 Länderspiele.
Im Jahr 1952 übernahm Lawton beim FC Brentford die Aufgabe des Spielertrainers, konnte dabei jedoch keine nennenswerten Erfolge feiern. Im November des Jahres 1953 wechselte er für 10.000 Pfund noch einmal zum FC Arsenal, um dort seine Spielerkarriere ausklingen zu lassen. In seinen zwei Spielzeiten schoss er in 38 Spielen für Arsenal 15 Tore, inklusive eines Treffers beim Charity-Shield-Sieg gegen den FC Blackpool, der Spieler wie Stanley Matthews in seinen Reihen hatte.

## Zeit nach der Spielerkarriere
Der zweite Versuch als Spielertrainer war beim Amateurverein Kettering Town deutlich erfolgreicher als zuvor in Brentford. Als dann jedoch Notts County Interesse an ihm als Trainer anmeldete, wechselte er zu seinem alten Verein. Dort konnte er jedoch während seiner einjährigen Tätigkeit den Abstieg in die dritte Liga nicht verhindern und zog sich anschließend vom Fußballsport zurück.
Einer kurzen Beschäftigung als Scout folgte eine schwierige finanzielle Phase, die sich nur geringfügig durch seine Kolumne in der Nottingham Evening Post besserte. Der FC Everton veranstaltete daraufhin für ihn im Jahr 1972 ein Benefizspiel. Nach einer kontinuierlichen Verschlechterung seiner Konstitution starb er 1996 in seiner Heimat in Nottingham an einer Lungenentzündung. Seine Asche wurde nach seinem Tod dem National Football Museum übergeben. Im Jahr 2003 erhielt er dann in Anerkennung seiner sportlichen Leistungen die Aufnahme in die englische Hall of Fame, die ebenso in dem National Football Museum ausgestellt wird.

## Erfolge
- Englische Meisterschaft: 1939
- Charity Shield: 1953